# Heinz-Horst Deichmann

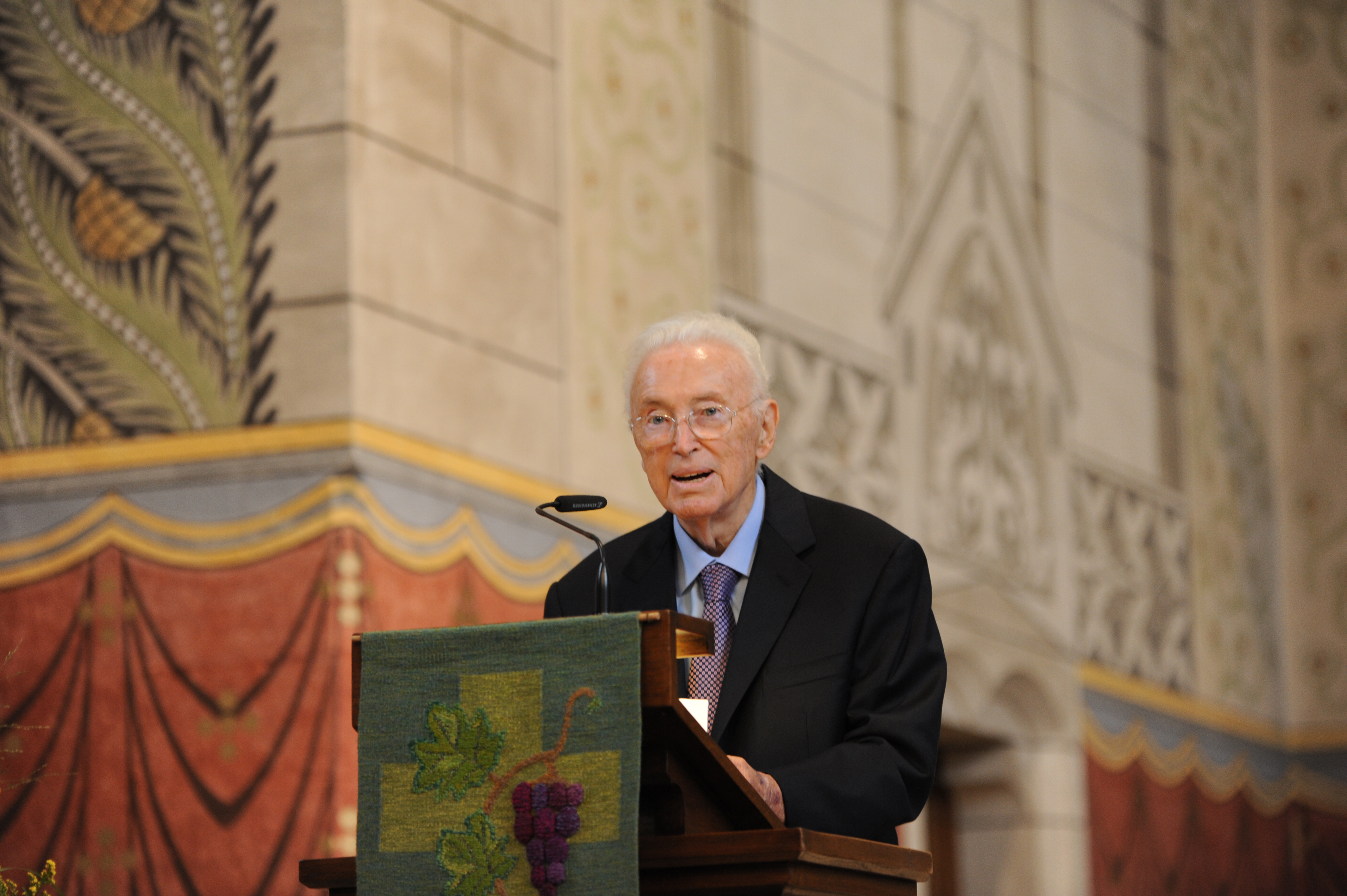
Heinz-Horst Deichmann, 2014

Heinz-Horst Deichmann (* 30. September 1926 in Essen; † 2. Oktober 2014 ebenda) war ein deutscher Unternehmer, unter dessen Leitung die größte europäische Schuheinzelhandelskette Heinrich Deichmann-Schuhe entstand. Bekanntheit erlangte er vor allem durch sein sozialdiakonisches Engagement, das durch mehrere in- und ausländische Auszeichnungen gewürdigt wurde.

## Leben

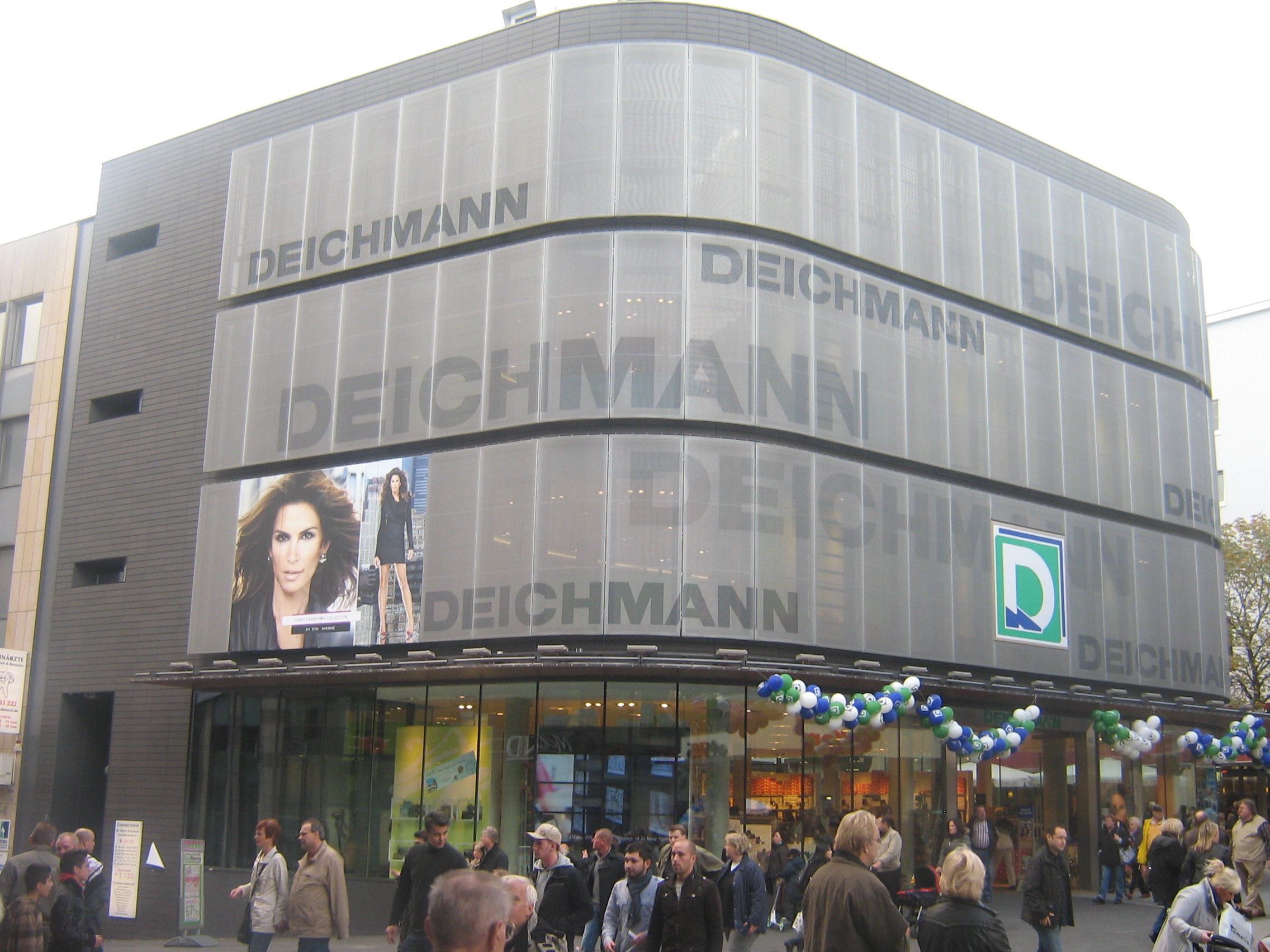
Deichmann-Filiale in Essen, Limbecker Platz, im September 2009

Heinz-Horst Deichmann wurde im Essener Bezirk Borbeck als einziger Sohn des Schuhhändlers Heinrich Deichmann geboren, der noch vier Töchter hatte. Heinrich Deichmann (1888–1940) hatte 1913 ein Schuhgeschäft gegründet, das seine Frau Julie nach dessen frühem Tod 1940 übernahm. Heinz-Horst Deichmann wurde 1943 zunächst als Flakhelfer im Zweiten Weltkrieg eingezogen; im Folgejahr musste er als Soldat an die Ostfront. Im Mai 1945 kehrte er, nach einem nur knapp überlebten Halsdurchschuss, schwer verwundet zurück und legte 1946 am Borbecker Gymnasium in Essen das Abitur ab. Anschließend studierte er in Bonn Evangelische Theologie, unter anderem bei Karl Barth, und anschließend Medizin in Düsseldorf, um Missionsarzt zu werden. 1951 schloss er das Studium mit dem Staatsexamen ab und promovierte 1952 zum Dr. med.
Deichmann arbeitete zunächst als Orthopäde, bevor er 1956 die Leitung des Familienunternehmens Heinrich Deichmann-Schuhe übernahm. Als Geschäftsführer setzte er vor allem auf preiswerte Schuhe. Er führte ein neues Warenwirtschafts- und Präsentationssystem ein. In den 60er Jahren war er in der Schuhbranche der erste Unternehmer, der die Schuhe nach Größe sortiert in den Regalen zeigte und  später im  Personalaufwand sparenden Rack-Room-System: die Schuhe hielt er im Karton in allen verfügbaren Größen für den Kunden sofort greifbar im Verkaufsraum vor.  Mit rapide steigender Umsatz- und Gewinnentwicklung übernahm er Konkurrenten. 1999 gab er die Leitung des Unternehmens an seinen Sohn Heinrich Otto Deichmann (* 1962) ab.
Deichmann starb am 2. Oktober 2014 im Alter von 88 Jahren in Essen.

## Sonstiges Engagement
Deichmann war bekennender Christ und Mitglied einer freikirchlichen Brüdergemeinde. 1977 gründete er die sozial-missionarische Organisation „Wort und Tat“, die Notleidende in Indien, Moldawien und Griechenland unterstützt. Er beteiligte sich an Hilfsprojekten in der Dritten Welt und war Kuratoriumsmitglied der evangelikalen Organisation ProChrist, einer dem CVJM nahestehenden Veranstalterin von Großevangelisationen. 2005 stellte Deichmann 15 Millionen Euro für die Opfer der Tsunami-Katastrophe in Südasien und weitere Hilfsprojekte in Indien und Afrika zur Verfügung. Zusätzlich war er Gönner der Ben-Gurion-Universität im Negev in Beʾer Scheva (Israel), an der mehrere Gebäude nach ihm benannt sind. Weiterhin unterstützte Deichmann die Konzertreihe „High Potential Classix“, in der sich junge Solisten der Folkwang Universität der Künste gemeinsam mit Gast-Orchestern der Öffentlichkeit präsentieren. Im April 2014 wurde an der Medizinischen Fakultät Essen ein neues Lehr- und Lernzentrum feierlich eröffnet, dessen Hörsaal nach Deichmann benannt wurde. Deichmann unterstützte den 16 Millionen Euro teuren Neubau mit einer größeren Spende.
Er unterstützte ebenfalls das evangelikale Studienhaus Albrecht-Bengel-Haus bei der Finanzierung des Erweiterungsbaus.

## Familie
Deichmann lebte auf der Stadtgrenze Wuppertal / Velbert-Neviges (Kleine Höhe). Er war von 1950 bis zu ihrem Tod 2008 mit der Lehrerin Ruth, geborene Fischer, verheiratet. Aus der Ehe gingen ein Sohn und drei Töchter hervor.

## Stiftungen
- 1974: Dr. Heinz-Horst Deichmann Stiftung zur Förderung sozialer Einrichtungen finanziert aus dem Stiftungsvermögen auch die wortundtat, Allgemeine Missions-Gesellschaft e. V.[8]
- 2001: Heinz-Horst-Deichmann-Stiftungsprofessur für das Universitätsklinikum Essen zur Erforschung der Atherosklerose[9]

## Auszeichnungen
- 1989: Verdienstorden des Landes Nordrhein-Westfalen[8]
- 1990: Ehrendoktorwürde der Ben-Gurion-Universität im Negev[10]
- 1998: Honorarprofessur und Lifetime Achievement Award der Ben-Gurion-Universität im Negev[10]
- 2000: Großes Bundesverdienstkreuz[11]
- 2000: Honorarkonsul der Republik Indien für Nordrhein-Westfalen, die er beim Bau von Schulen und Krankenhäusern unterstützt
- 2006: Großes Bundesverdienstkreuz mit Stern, Höherstufung[8]
- 2006: Deutscher Handelspreis in der Kategorie Lifetime Award
- 2008: „National Leadership Award“ des Economic Forums Deutschland
- 2008: „Luther-Rose für gesellschaftliche und unternehmerische Verantwortung“ der Internationalen Martin Luther Stiftung[12]
- 2009: Leibniz-Ring-Hannover[13]
- 2010: Ehrendoktorwürde der Kirchlichen Hochschule Wuppertal/Bethel[14]
- 2011: Unternehmerpreis des Business Club Aachen-Maastricht[15]
- 2012: Ehrendoktorwürde des Universitätsklinikums Essen[16]
- 2013: Gustav-Adolf-Preis des Gustav-Adolf-Werks der evangelischen Kirche in Deutschland[17]
- 2014: Karl-Barth-Preis der Union Evangelischer Kirchen in der EKD[18]

## Veröffentlichungen
- Die operative Behandlung der Arthrosis deformans der Hüfte. Dissertation, Universität Düsseldorf 1952.
- Wort und Tat – Hilfe für notleidende Menschen in Indien. Wort & Tat e. V., Essen 1995.
- Indische Predigten. Nach Tonbandabschriften aus dem Englischen übertragen. TOM-Verlag, Dülmen 2000, ISBN 3-935170-00-9.
- Mir gehört nur, was ich verschenke. Christ und Unternehmer. R. Brockhaus, Wuppertal 2001, SCM R. Brockhaus, Witten 2., überarb. und stark erw. Aufl. 2008, ISBN 978-3-417-26280-3.

### Als Herausgeber
- Hoffnung geben! Wie Hilfe zur Selbsthilfe in Indien und Tansania möglich ist. SCM R. Brockhaus, Witten 2009, ISBN 978-3-417-26314-5.
- Hoffnungsfunken werden Freudenfeuer. SCM Collection, Witten 2011, ISBN 978-3-7893-4582-1.